# Cenchrus
Cenchrus L. é um género botânico pertencente à família Poaceae, subfamília Panicoideae, tribo Paniceae.
O gênero é composto por aproximadamente 140 espécies. Ocorrem na Europa, África, Ásia, Australásia, Pacífico, América do Norte e América do Sul.
Na classificação taxonômica de Jussieu (1789), Cenchrus é um gênero botânico,  ordem  Gramineae,  classe Monocotyledones com estames hipogínicos.

## Sinônimos
- Cenchropsis Nash
- Echinaria Fabr. (SUS)

## Principais espécies
- Cenchrus agrimonioides Trin.
- Cenchrus ciliare L.
- Cenchrus distichophyllus Griseb.
- Cenchrus echinatus L.
- Cenchrus gracillimus Nash
- Cenchrus incertus M. A. Curtis
- Cenchrus microcephalus Nash
- Cenchrus mutilatus Kuntze
- Cenchrus palmeri Vasey
- Cenchrus pedunculata O. Deg. et Whitney
- «PPP-Index Lista completa»

## Classificação do gênero
| Sistema | Classificação                    | Referência               |
| ------- | -------------------------------- | ------------------------ |
| Linné   | Classe Polygamia, ordem Monoecia | Species plantarum (1753) |